# E. Simms Campbell
Elmer Simms Campbell (né le 2 janvier 1906 à Saint-Louis et mort le 27 janvier 1971 à White Plains) est un dessinateur américain qui signait E. Simms Campbell.
Créateur en 1933 d'Esky, la mascotte d'Esquire, Campbell est le premier Afro-Américain travailler régulièrement comme illustrateur pour des magazines à diffusion nationale.
De 1943 à sa mort, il réalise la série de dessins humoristiques Cuties, diffusée par King Features dans près de 150 journaux.
De 1956 à 1970, il vit à Neerach en Suisse avec son épouse Vivian pour fuir le racisme américain. Leur fille Elizabeth a été l'épouse du photographe Gordon Parks de 1962 à 1973.
En 2020, il est intégré sur proposition du jury au temple de la renommée Will Eisner.